# Hluk
Hluk település Csehországban, a Uherské Hradiště-i járásban. Hluk Vlčnov, Podolí, Ostrožská Lhota, Kunovice, Uherské Hradiště, Ostrožská Nová Ves, Boršice u Blatnice, Dolní Němčí, Blatnička és Blatnice pod Svatým Antonínkem településekkel határos. Lakosainak száma 4289 fő (2024. január 1.).

## Népesség
A település lakosságának változását az alábbi diagram mutatja:
| Lakosok száma | 2164 | 2566 | 3530 | 3410 | 4293 | 4360 | 4368 | 4340 | 4249 | 4289 |
|               | 1869 | 1890 | 1921 | 1950 | 1980 | 2001 | 2017 | 2019 | 2022 | 2024 |